# Ralf van der Rijst
Ralf van der Rijst (Woerden, 16 maart 1977) is een Nederlands oud-langebaanschaatser. Hij was allrounder met een voorkeur voor de middellange afstanden: zijn specialiteit was de 1500 meter.
Van 2004 tot 2006 schaatste hij voor het Team Telfort, voor die tijd maakt hij twee jaar deel uit van de TVM-ploeg en schaatste hij een jaar in de kernploeg. Sinds het begin van het seizoen 2006-2007 maakte Van der Rijst deel uit van het trainingscollectief van Gianni Romme. Op 19 maart 2007, vlak na zijn dertigste verjaardag, maakte hij bekend te stoppen met schaatsen omdat hij niet meer de motivatie kon opbrengen om nog een seizoen door te gaan.

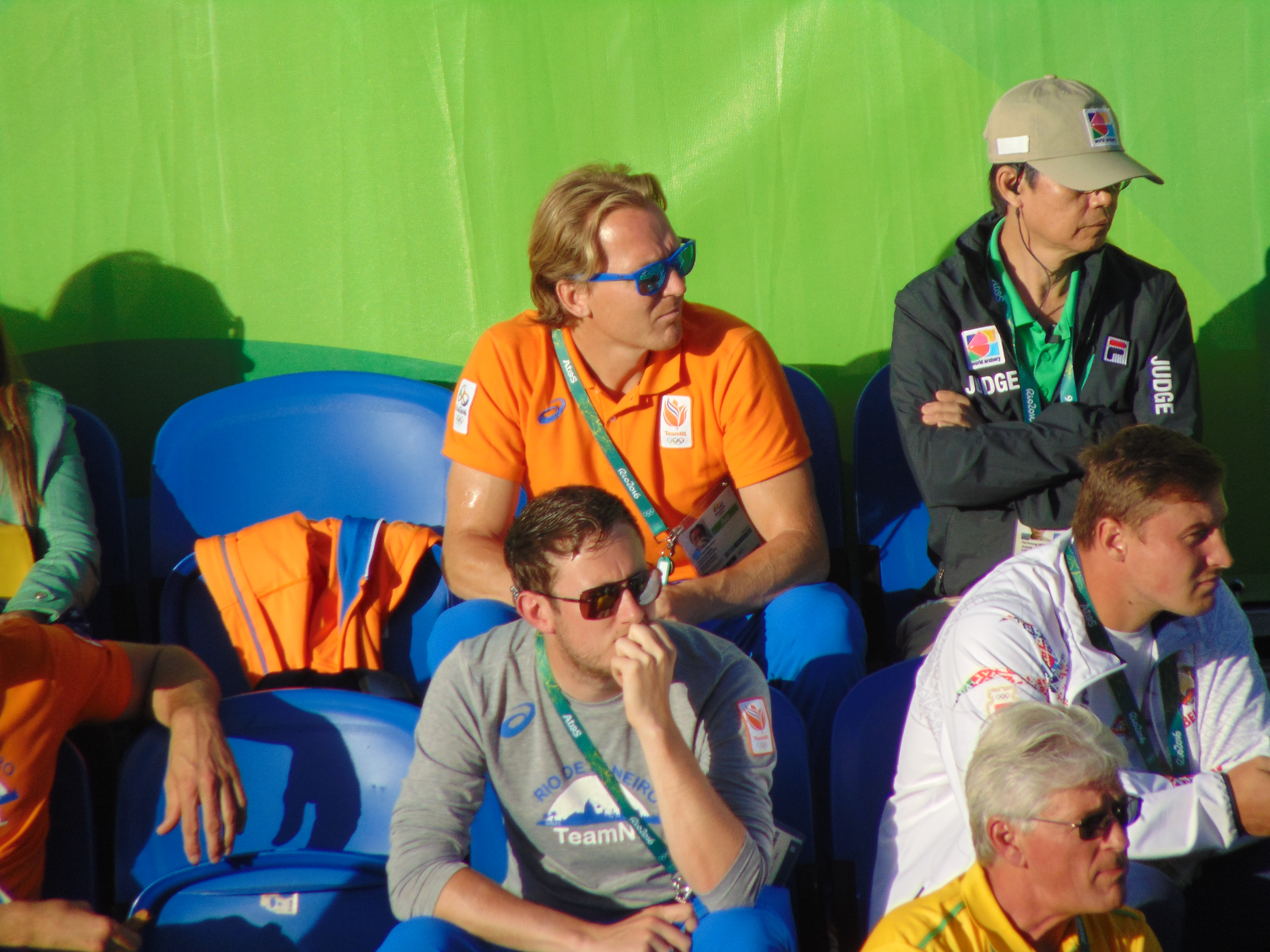
Van der Rijst bij de Olympische Spelen van 2016 voor het handboogschieten

Van der Rijst werkt tot eind 2012 als hoofd Sport bij de Koninklijke Nederlandse Klim- en Bergsport Vereniging. Sinds 1 december 2012 is hij technisch directeur van de Nederlandse Handboog Bond. Met ingang van 1 juni 2017 treedt hij in dienst bij NOC*NSF als prestatiemanager voor de paralympische sport.

## Persoonlijke records
| Afstand     | Tijd     | Datum            | Baan           |
| ----------- | -------- | ---------------- | -------------- |
| 500 meter   | 36,69    | 22 januari 2000  | Calgary        |
| 1000 meter  | 1.10,99  | 22 januari 2000  | Calgary        |
| 1500 meter  | 1.46,36  | 19 november 2005 | Salt Lake City |
| 3000 meter  | 3.47,19  | 23 januari 2000  | Calgary        |
| 5000 meter  | 6.31,85  | 16 maart 2000    | Calgary        |
| 10000 meter | 13.49,91 | 19 december 2004 | Heerenveen     |

## Resultaten
| jaar | NK Afstanden        | NK Allround | EK Allround | Olympische Spelen | WK Afstanden | Wereld Beker         |
| ---- | ------------------- | ----------- | ----------- | ----------------- | ------------ | -------------------- |
| 1999 |                     |             |             |                   |              | 52e 1000m            |
| 2000 |                     |             |             |                   |              | 31e 1000m            |
| 2001 |                     |             |             |                   |              |                      |
| 2002 |                     |             |             |                   |              |                      |
| 2003 |                     |             | 5e          |                   | 1500m        | 16e 1500m 20e 5k/10k |
| 2004 |                     |             |             |                   | 4e 1500m     | 14e 1500m            |
| 2005 | 12e 1500m 11e 5000m |             |             |                   |              |                      |
| 2006 | 9e 1500m 7e 5000m   |             |             |                   |              |                      |
| 2007 | 18e 1500m           | 20e         |             |                   |              |                      |

### Medaillespiegel
| kampioenschap     | goud | zilver | brons |
| ----------------- | ---- | ------ | ----- |
| EK Allround       | 0    | 0      | 0     |
| Olympische Spelen | 0    | 0      | 0     |
| WK Afstanden      | 0    | 1      | 0     |